# Clausena anisata
Clausena anisata är en vinruteväxtart som först beskrevs av Carl Ludwig von Willdenow, och fick sitt nu gällande namn av Hook. f., De Wild. & Staner. Clausena anisata ingår i släktet Clausena och familjen vinruteväxter. Utöver nominatformen finns också underarten C. a. paucijuga.